# Церква святого Миколая (Полівці)
Церква святого Миколая в Полівцях — парафія і храм греко-католицької громади Улашківського деканату Бучацької єпархії Української греко-католицької церкви в селі Полівці Чортківського району Тернопільської области.

## Історія
Храм у селі Шумляни був збудований у 1910 році. У 1946 році парафія перейшла до РПЦ, а в 1990 році релігійна громада повернулася до УГКЦ. 13 серпня 2000 року храм, який раніше був костелом, освятив владика Павло Василик.
При парафії діють такі спільноти:
- Братство «Апостольство молитви».
- Спільнота «Матері в молитві».

## Парохи
- о. Ябковський
- о. Ковбасюк
- о. Кутлий
- о. Павло Василик
- о. Тарас Сеньків
- о. Михайло Романюк (1989—1991
- о. Степан Качан (1988—1991)
- о. Петро Дячок (1991—2003)
- о. Борис Стасюк
- о. Володимир Шуляк
- о. Ігор Ракочий
- о. Ігор Левенець (від ? донині)
- о. Михайло Дмитрик — адміністратор (від 2003 донині)